# The Derby (pel·lícula de 1895)
The Derby és una pel·lícula documental curta muda en blanc i negre britànica del 1895, produïda i dirigida per Birt Acres per ser exhibida en el quinetògraf de Robert William Paul, que presenta el final del Derby d'Epsom del 29 de maig de 1895 vist des d'una posició elevada prop de la línia de finalització amb el suport principal a la distància. S'ha conservat una fotografia d'Acres filmant la pel·lícula, que mostra que la càmera utilitzada en la producció era relativament portàtil. La pel·lícula es va considerar perduda durant molt de temps, però les imatges descobertes a la col·lecció Ray Henville el 1995 han estat identificades pel BFI com a originàries d'aquesta pel·lícula.

## Sinopsi
Una càmera estacionària mira diagonalment a través d'un hipòdrom cap al camp interior mostrant els cavalls mentre passen. Un cop els cavalls han passat la càmera, queda clar que la carrera ha finalitzat i que hi ha un final ajustat entre tres cavalls. Un cop finalitzada la carrera, els agents de policia corren al camp. La càmera també mostra diversos membres del públic que es mouen.

## Estat actual
Sovint confosa amb el Derby de 1896, rodat per Robert William Paul, la pel·lícula de 1895 ja està disponible gratuïtament per als espectadors del Regne Unit en una restauració digital al reproductor BFI. Una nova investigació ha revelat que les pel·lícules d’Acres i Paul, inclosa aquesta, es van rodar molt més lentament que els quaranta fotogrames per segon que requeria el quinetògraf. Realment es van filmar a uns setze fotogrames per segon, que més tard s’establiria com la velocitat estàndard en l'era muda.